# 森田夏央
森田 夏央（もりた かお、2016年〈平成28年〉7月16日 - ）は、日本の子役。テアトルアカデミー所属。

## 出演

### 舞台
- 猫の配達員（2023年3月24日 - 25日、Artware hub KAKEHASHI MEMORIAL） - クララ 役
- オノマトペイント〜ソラノカアリ〜（2023年7月13日 - 17日、Artware hub KAKEHASHI MEMORIAL） - アカリ（6） 役
  - 猫の配達員（2024年3月24日 - 25日、Artware hub）
- 星の王子さま（2024年8月21日 - 25日、アトリエファンファーレ東新宿） - パシオン 役

### TV
- パニパニパイナ！2（2020年7月12日 - 2022年6月19日、チャンネル銀河） - ビレジアンダンサー 役

### 音楽
- エシカルペンギンズ（作詞・歌：みそたろー／作曲：ryu-ya） - コーラス